# 155e Panzerdivision
La 155e Panzerdivision, de son nom officiel allemand Panzerdivision Nr. 155, puis à partir du 1er août 1943 155. Reserve-Panzerdivision, était une unité de l'Ersatzheer de la Wehrmacht Heer qui a stationné en France.

## Différentes dénominations
- 5 avril 1943 : la Division (mot.) Nr. 155 de l'Ersatzheer prend le nom de Panzerdivision Nr. 155.
- le 1er aout 1943 : la Panzerdivision Nr. 155 est renommée 155. Reserve Panzerdivision.
- 19 mars 1944 : la 155. Reserve Panzerdivision est incorporée dans la 9e Panzerdivision
- 30 avril 1944 : la 155. Reserve Panzerdivision est officiellement dissoute.

## Commandants
| Début            | Fin               | Grade           | Nom             |
| ---------------- | ----------------- | --------------- | --------------- |
| 1er mai 1942     | 23 août 1943      | Generalmajor    | Franz Landgraf  |
| 24 août 1943     | 6 septembre 1943  | Generalmajor    | Kurt Von Jesser |
| 7 septembre 1943 | 30 septembre 1943 | Generalleutnant | Franz Landgraf  |
| 1er octobre 1944 | 30 avril 1944     | Generalleutnant | Max Fremerey    |

## Composition
La 155. Reserve Panzerdivision se compose en décembre 1943 de : 
- Reserve-Panzer Regiment 7
- Reserve-Panzergrenadier Regiment 5
- Reserve-Panzergrenadier Regiment (mot.) 25
- Reserve-Artillerie-Regiment (mot.) 260
- Reserve-Aufklärung-Abteilung (mot.) 9
- Reserve-Panzerjager-Abteilung 5
- Panzer-Nachschubführer-Abteilung 1055

## Théâtres d'opérations
- août 1943 : la division est envoyé d'Allemagne à Nîmes, puis sur Fougères où elle restera jusqu'à sa dissolution en avril 1944.

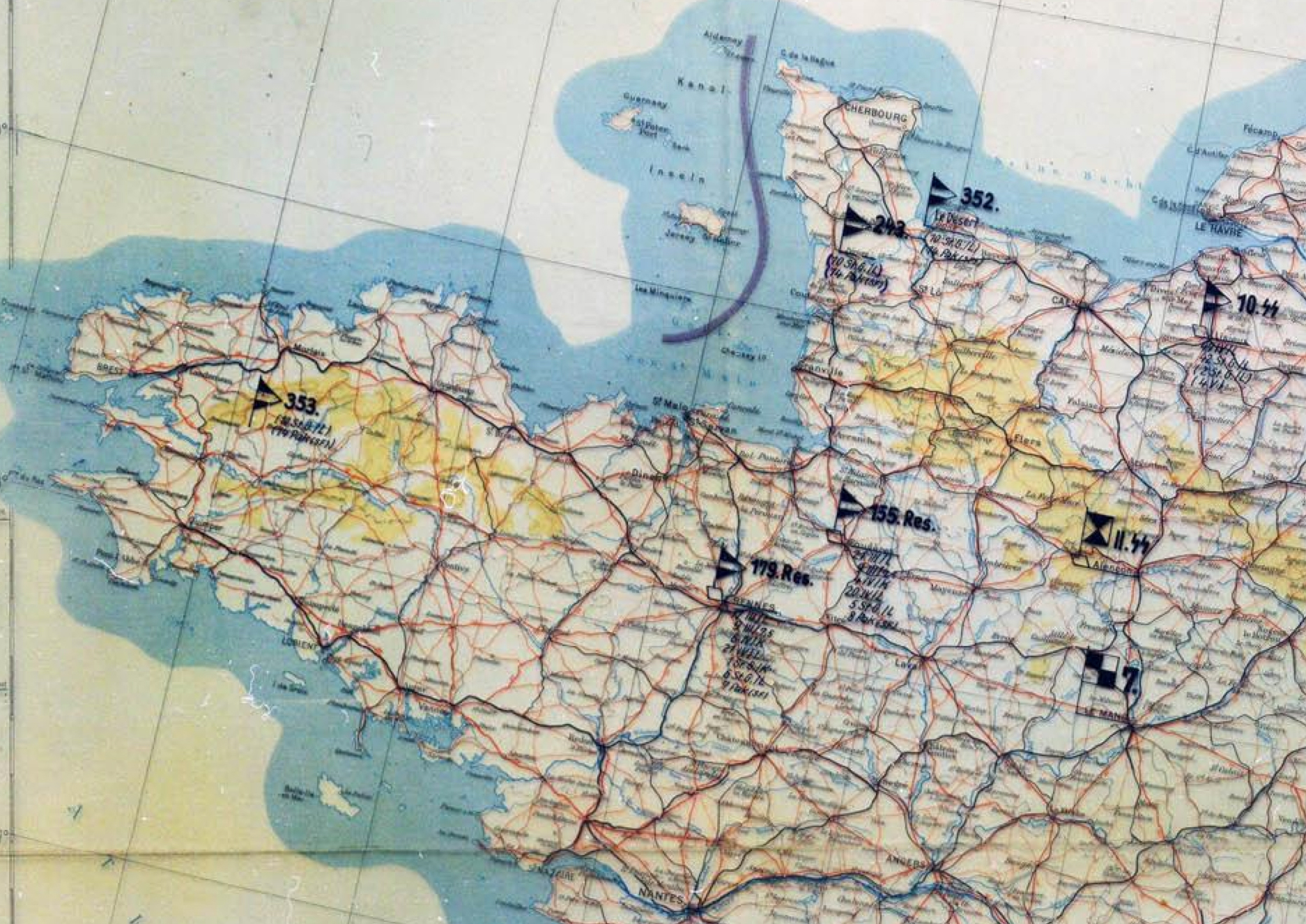
Situation de la 155e Panzerdivision au 1 février 1944. Détail de la carte allemande « Panzerlage West » en date du 1 février 1944. Un document officiel de la Wehrmacht.